# Chersotis glabripennis
Chersotis glabripennis là một loài bướm đêm trong họ Noctuidae.